# Planet Rock
Planet Rock est un morceau d'Afrika Bambaataa et The Soulsonic Force sorti en 1982 sur le label Tommy Boy. Il figure sur le maxi homonyme.
Ce long single est évoqué comme essentiel dans le processus d'émergence du hip-hop. À ce titre, il fait partie des « 500 chansons qui ont façonné le rock 'n' roll » du Rock and Roll Hall of Fame.

## Composition
Le morceau reprend (sans sampling) la mélodie de Trans–Europe Express de Kraftwerk, ainsi que la base rythmique de Numbers du même groupe, reproduite à l'aide de boîtes à rythmes, instruments encore rarement utilisés au début des années 1980.

## Liste des titres
Toutes les chansons sont écrites et composées par Arthur Baker (en), John Robie (en) et Soulsonic Force.
| Planet Rock | Planet Rock                | Planet Rock | Planet Rock | Planet Rock | Planet Rock | Planet Rock | Planet Rock | Planet Rock | Planet Rock |
| No          | Titre                      | Durée       |             |             |             |             |             |             |             |
| ----------- | -------------------------- | ----------- | ----------- | ----------- | ----------- | ----------- | ----------- | ----------- | ----------- |
| A1.         | Planet Rock (Vocal)        | 6:25        |             |             |             |             |             |             |             |
| A2.         | Bonus Beats I              | 1:15        |             |             |             |             |             |             |             |
| B.          | Planet Rock (Instrumental) | 9:16        |             |             |             |             |             |             |             |
| 16:56       |                            |             |             |             |             |             |             |             |             |